# Ponte Nova
Ponte Nova là một đô thị thuộc bang Minas Gerais, Brasil. Đô thị này có diện tích 470,338 km², dân số năm 2007 là 55687 người, mật độ 121,9 người/km².